# City of Albury
City of Albury – obszar samorządu terytorialnego w południowej części australijskiego stanu Nowa Południowa Walia, na pograniczu ze stanem Wiktoria, obejmujący miasto Albury oraz położone w jego okolicy mniejsze miejscowości: Forrest Hill, Lavington, Thurgoona, Splitters Creek, Ettamogah, Bowna, Table Top i Wirlinga. Łączna powierzchnia obszaru wynosi 313 km², a ludność 42 314 mieszkańców (2006).
Władzę lokalną stanowi dziewięcioosobowa rada, która wybiera spośród siebie burmistrza. Na co dzień miejską administracją kieruje jednak również wyłaniany przez radę urzędnik, noszący tytuł General Manager. 
Za początek historii obszaru uważa się założenie Albury w 1859. W 1946 uzyskało ono prawa miejskie.

## Galeria

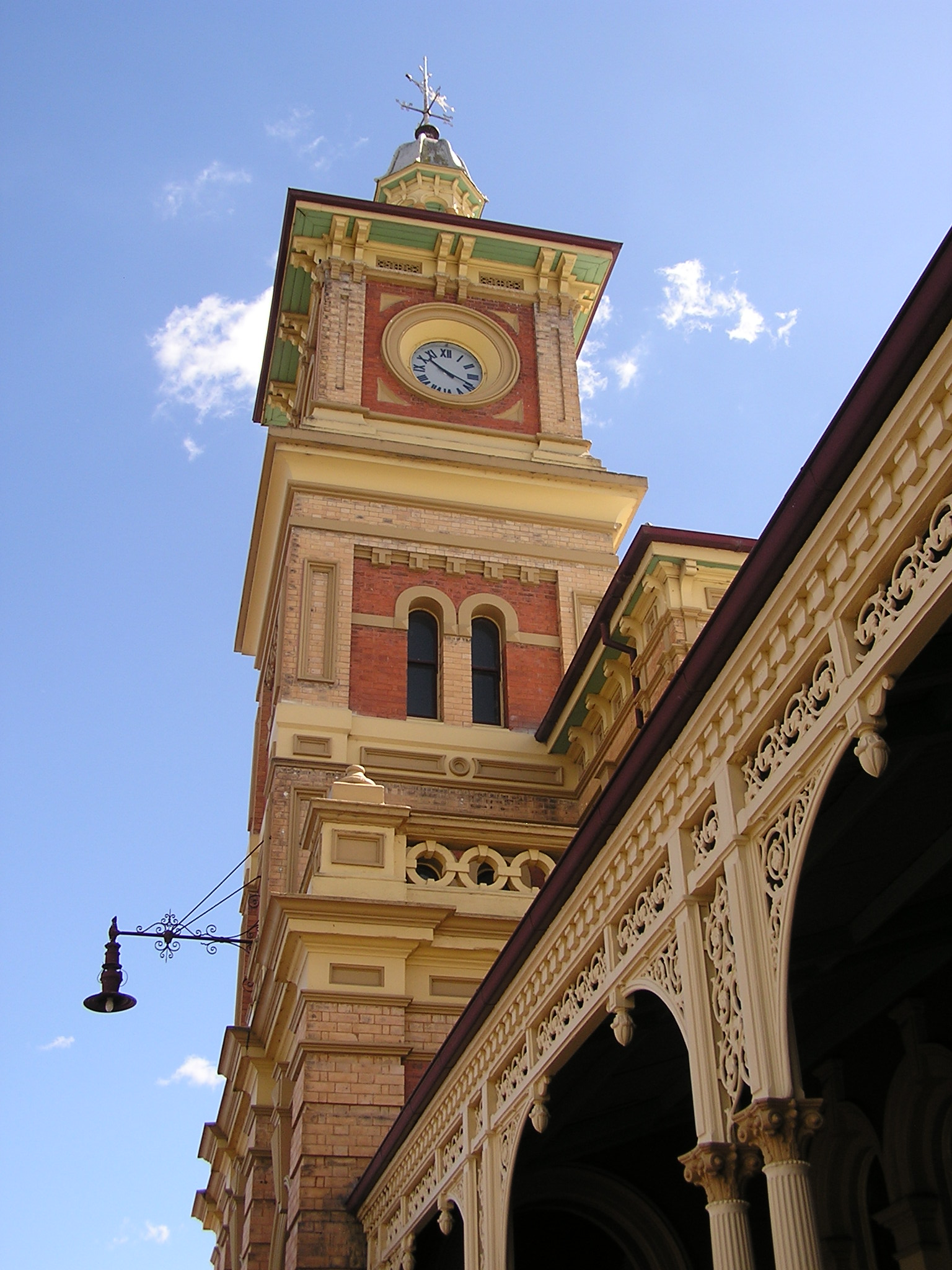
Dworzec kolejowy w Albury
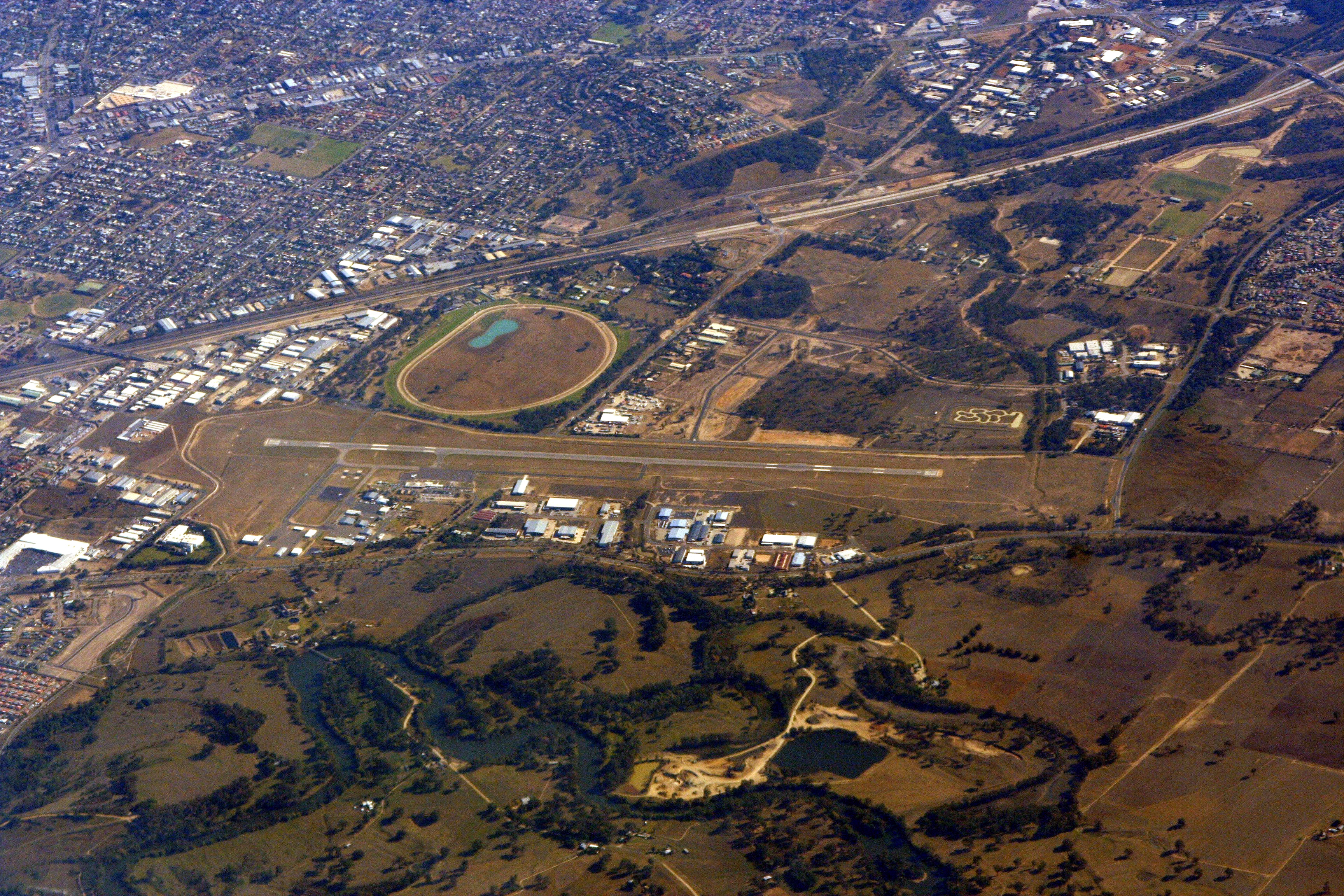
Port lotniczy Albury, będący własnością samorządu lokalnego
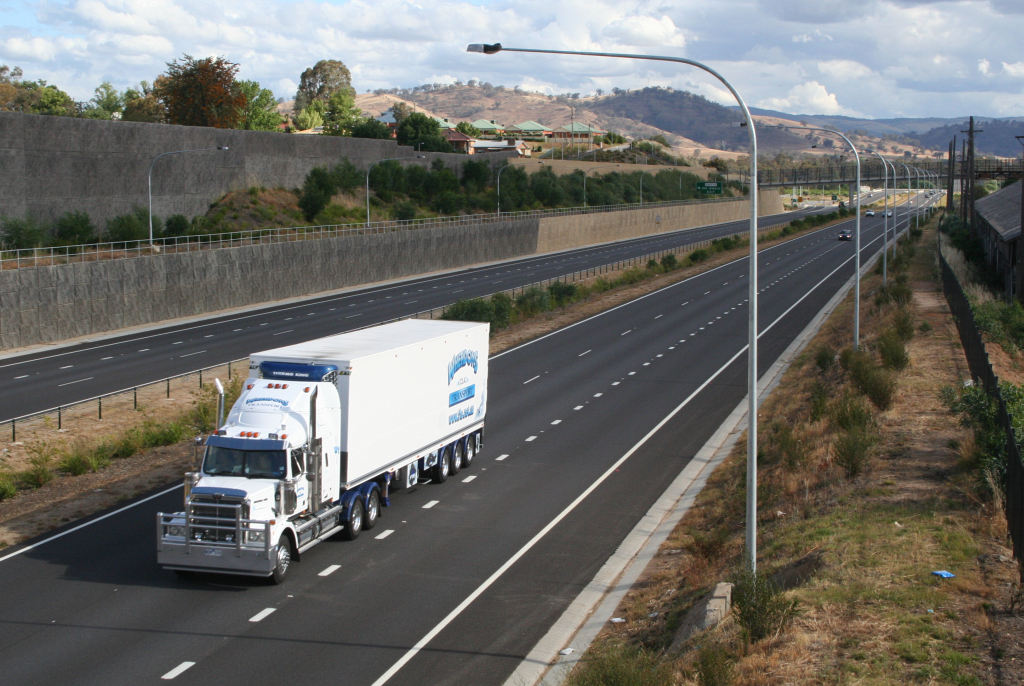
Odcinek trasy Hume Highway
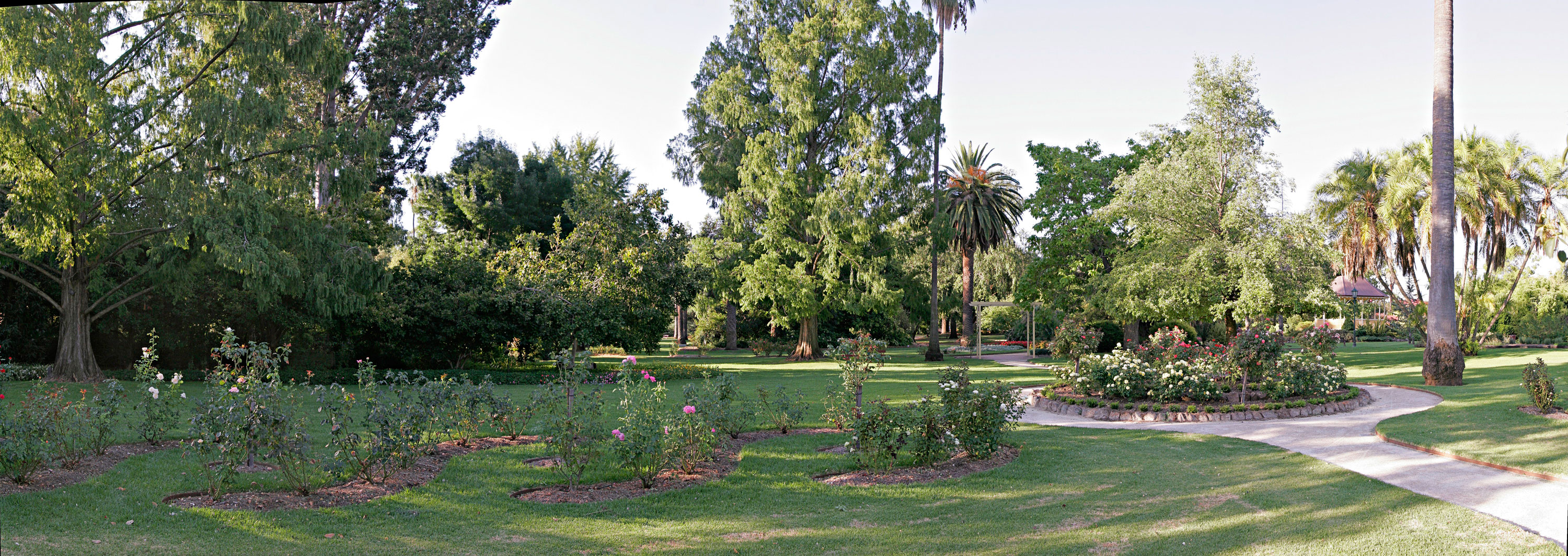
Ogród botaniczny w Albury